# Лист до Пітокла
Лист до Пітокла (д.-гр. Ἐπιστολὴ πρὸς Πυθοκλήν) — текст давньогрецького філософа Епікура (341 до н. е. — 270 до н. е.), присвячений астрономічним і метеорологічним явищам. В ньому Епікур, на відміну від багатьох інших філософів (зокрема, Арістотеля), наголошує на обмеженості інформації, яку ми маємо про небесні явища, і, як наслідок, нашій неспроможності обрати єдине пояснення для кожного з них і необхідності примиритись зі співіснуванням кількох альтернативних теорій.

## Історія тексту
Поряд з «Листом до Геродота» і «Листом до Менекея», «Лист до Пітокла» є одним з небагатьох вцілілих текстів Епікура.
Текст «Листа» зберігся завдяки Діогену Лаертському, який переписав його в X книзі своїх «Житій, доктрин і речень видатних філософів». Книга X Діогена Лаерткого, присвячена Епікуру, також відтворює два інших вцілілі листи та набір із 40 максим. До публікації в 1888 році максим із Ватиканського рукопису перепис Діогена Лаертського становила весь відомий корпус текстів Епікура.

## Зміст
«Лист до Пітокла» присвячений небесним явищам (Сонце, Місяць, зорі, комети, затемнення тощо) і метеорологічним явищам (вітер, дощ, град, блискавка, циклони, веселка, землетруси тощо). Пітокл попросив Епікура коротко узагальнити свою доктрину щодо цих явищ, й Епікур дав детальний перелік усіх можливих причин їх походження та пояснення їх природи.
Він пропонує визначення того, що таке космос: «це оболонка неба, яка огортає зорі, землю та всі явища; вона містить у собі частину безмежного й завершується межею, що є або тонкою, або густою, і розрив якої спричинить змішання всього, що вона в собі містить — межею, яка або рухається по колу, або нерухома, і має форму округлу, трикутну або будь-яку іншу. Адже існують усілякі можливості, бо жодне з явищ не заперечує їх щодо цього світу, в якому неможливо осягнути межу». Цей підхід протилежний підходу Арістотеля, який виключає множинність як у реальності, так і у філософії. Для Епікура те, що неможливо спростувати, стає можливим так само, як і інші гіпотези. Віддаючи перевагу одній думці над іншими, означає «вийти за межі природи й зануритись у міф». Якщо досвід, здобутий через чуття, дозволяє нам осягати навколишні явища і формувати правильні судження, то щодо космічних явищ, недоступних чуттєвому сприйняттю, ми змушені вдовольнятися припущеннями. Тому можна висувати різноманітні гіпотези, навіть суперечливі між собою, наприклад, наприклад, для пояснення руху Місяця й Сонця.
Для Епікура знання небесних явищ необхідне, щоб позбутись страху перед богами. Це знання є лише припущенням. Може існувати кілька однаково правдоподібних пояснень небесних явищ, і неможливо звести множинність явищ до єдиного пояснювального принципу. Це зумовлено недоступністю цих явищ для безпосереднього сприйняття й обмеженістю людського розуму. Мудрість полягає в тому, щоб дотримуватися меж близького досвіду для пізнання й спроби зрозуміти природну реальність. Це єдиний спосіб захистити себе від страхів і тривог, пов'язаних з міфами та теоріями про надприродне.

### Видання
- Épicure à Pythoclès: Sur la cosmologie et les phénomènes météorologiques, édition du texte grec, traduction en français, introduction et commentaires par Jean Bollack et André Laks, Villeneuve-d'Ascq, Publications de l'Université de Lille III ; Paris, Maison des sciences de l'homme, 1978, 371 p. ISBN 2-85939-103-7 Lire en ligne.
- Épicure, Lettres et Maximes ; texte établi et traduit avec une introduction et des notes par Marcel Conche, 8e édition, Paris, Presses universitaires de France, 2009, 327 p. ISBN 978-2-13-057939-7.

### Дослідження
- Fantino, Jacques (2002). La pluralité des mondes. Entre science et théologie. Revue des Sciences Religieuses. 76 (3): 271-295.